# Duttendel
Duttendel is het nieuwere deel van de wijk Westbroekpark en Duttendel en ligt binnen het stadsdeel Scheveningen (Den Haag). Deze buurt telt ongeveer 1000 inwoners.
Duttendel werd pas na de Tweede Wereldoorlog aangelegd. De nieuw verschenen (deel)wijk was in die jaren te Den Haag en Scheveningen een der eerste locaties waar uitsluitend luxe woningbouw werd gerealiseerd. Zelfs de flatgebouwen die de wijk begrensden konden destijds worden gerekend tot de duurdere woningbouw. Dit gold in hoge mate ook voor het daar geprojecteerde bejaardentehuis 'Oldeslo'.
De naam Duttendel voert op zijn minst terug tot het begin van de 18de eeuw. Op de Kaart van Delfland van 1712 van de hand van de twee gebroeders en landmeters Nicolaes en Jacob Kruikius - ook wel genoemd Cruquius - treft men de Duttendel al aan. Hij wordt op de kaart omringd door een Waterdel, een Kattendel, een Doorndel, een Violendel en nog een Waterdel. Het begrip 'del' staat voor een duinvallei. De toevoegingen spreken meestal voor zich, bij de toenmalige Duttendel is de oorsprong ervan echter onduidelijk. Duttendel is een relatief groene locatie.

## Trivia
- Toen de Duttendel nog een min of meer ongerept duingebied was, dus vóór de Tweede Wereldoorlog, werd dit gebiedje door de autochtone Scheveningers vooral aangeduid als het 'Landje van de Reijer(s?)'. Niet duidelijk is of het hier ging om een koppeling van de familienaam Den Reijer aan het bewuste stukje duingrond of dat het een lichte verbastering betrof van een verwijzing naar de in de omgeving gelegen artilleristen (Gele rijders?).
- In enkele straatnamen van Duttendel zijn de namen verwerkt van verzetshelden uit de Tweede Wereldoorlog. Het betreft Anton Abbenbroek, Maurits de Brauw, Gerrit Kastein, Adriën Moonen, Jacob Mulder, Bertus Rima, Jean François van Royen, Roelof Verseveldt (zowel vader als zoon) en Leo Voogd. Centraal ligt het Han Stijkelplein, waarop oorlogsmonument De Vogelvechter, gemaakt door Frank Letteri, staat. Hier vindt op 4 mei een herdenking plaats. 
 Wellicht zijn meerderen van hen te gast geweest in de - tegenover de wijk gelegen - Scheveningse strafgevangenis, in die jaren het Oranjehotel genaamd.
- De naoorlogse (deel)wijk kon indertijd worden beschouwd als een der chiquere woonbuurten van Den Haag en Scheveningen. Dit leidde in de volksmond al weldra tot de benaming 'Duitendel' in plaats van Duttendel.